# 비지국
비지국(比只國)은 오늘날 경상북도 경주시 안강읍 부근 또는 경상남도 창녕군에 위치하였던 것으로 추정되는 진한의 소국이다. 삼국사기에는 108년(파사이사금 29년)에 사로국(斯盧國)에 복속된 것으로 기록되어 있다.

## 개요
지(只)는 취락 또는 성(城)의 뜻인 화(火)·벌(伐)·불(弗)·부리(夫里)와 상통하는 것으로 보고, 비지를 의창군(義昌郡)의 비화현(比火縣), 즉 경상북도 영일군(迎日郡) 안강(安康) 지역에 비정하여 음즙벌국(音汁伐國)과 인접해 있던 두 집단이거나 아니면 동일집단의 이칭(異稱)일 것이라는 견해가 있다.
또는 지금의 경상남도 창녕군의 옛이름인 삼국사기에는 비자화(比自火) 또는 비사벌(比斯伐), 진흥왕 순수비에는 비자벌(比子伐) 그리고 삼국유사에는 비화가야(非火伽倻)로 표기하고 있는데 과음이 비슷하여 창녕군으로 비정하는 견해도 있으나 비화가야 유적(고분군)이 발견된 창녕군의 유적 발굴을 통해서도 그 정확한 위치는 확인되지 않고 있다.

## 위치
경주시 안강읍에 있던 소국으로 추정하기도 하고, 창녕군 창녕읍에 있던 소국으로 비정하기도 한다. 다벌국, 초팔국과 함께 신라의 정벌을 받았다고 한 것을 본다면, 이들은 서로 멀리 떨어지지 않은 곳에 위치한 소국이었을 가능성이 크고, 다벌국과 초팔국이 낙동강 중류 지역에 있었다고 본다면, 후자가 좀 더 사실에 가까울 수 있다는 내용으로 볼 수 있다.

## 기록
비화가야(非火伽耶)는 1,500년 전 경상남도 창녕군 지역에 있었던 옛 가야연맹의 소국이다.라고 나오며 삼국유사의 기이편 오가야(五伽耶)조에 "비화가야는 지금의 창녕이다"고 기록되어 있다. 북한산 진흥왕 순수비에 비자벌(比子伐)이라는 지명이 나오고 일본서기에는 비자발(比自鉢), 삼국지에는 불사국(不斯國)이라는 나라가 나오는데 이 모두가 비화가야로 추정된다.

## 참고 문헌
- 李丙燾, 1977, 『國譯 三國史記』, 乙酉文化社
- 千寬宇, 1989, 『古朝鮮史·三韓史硏究』, 一潮閣
- 『삼국사기(三國史記)』
- 「삼한(三韓)의 국가형성(國家形成)」 상(上)(천관우, 『한국학보(韓國學報)』 2, 1976)

## 같이 보기
- 성산가야
- 이총언